# Hołubeńki
Hołubeńki (biał. Галубенькі; ros. Голубеньки) − wieś na Białorusi, w obwodzie mińskim, w rejonie miadzielskim, w sielsowiecie Narocz.

## Historia
W czasach zaborów w gminie Zanarocz, w powiecie święciańskim, w guberni wileńskiej Imperium Rosyjskiego. W 1905 roku wymieniono trzy wsie: Hołubieńki, Hołubieńki 1 i Hołubieńki 2.
- Hołubieńki liczyły 39 mieszkańców, 64 dziesięciny[1].
- Hołubieńki 1 liczyły 18 mieszkańców, 38 dziesięcin[1].
- Hołubieńki 2 liczyły 32 mieszkańców, 38 dziesięcin[1].

Po I wojnie światowej pod administracją polską, w Zarządzie Cywilnym Ziem Wschodnich. W latach 1920–1922 w składzie Litwy Środkowej.
Od 11 kwietnia 1922 wieś leżała w Polsce, w województwie wileńskim, w powiecie święciańskim, od 1926 roku w powiecie postawskim, w gminie Kobylnik.
W 1931 wieś w 11 domach zamieszkiwało 57 osób.
W 1938 roku miejscowość należała do gromady Szyszki gminy Kobylnik.
Do 1945 w Polsce. Od 1946 roku w granicach Związku Sowieckiego. Od 1991 w niepodległej Białorusi.